# Square de Passy
Ne doit pas être confondu avec Parc de Passy.
Pour les articles homonymes, voir Passy.
Le square de Passy est un square du 16e arrondissement de Paris, longeant le bois de Boulogne.

## Situation et accès
Le site est accessible par la route des Lacs-à-Passy, la place de la Porte-de-Passy et l'allée des Fortifications.
Le square est accessible 24 heures sur 24.
Il est desservi par la ligne 9 à la station Ranelagh.

## Origine du nom
Il porte le nom de l'ancien village de Passy.

## Historique

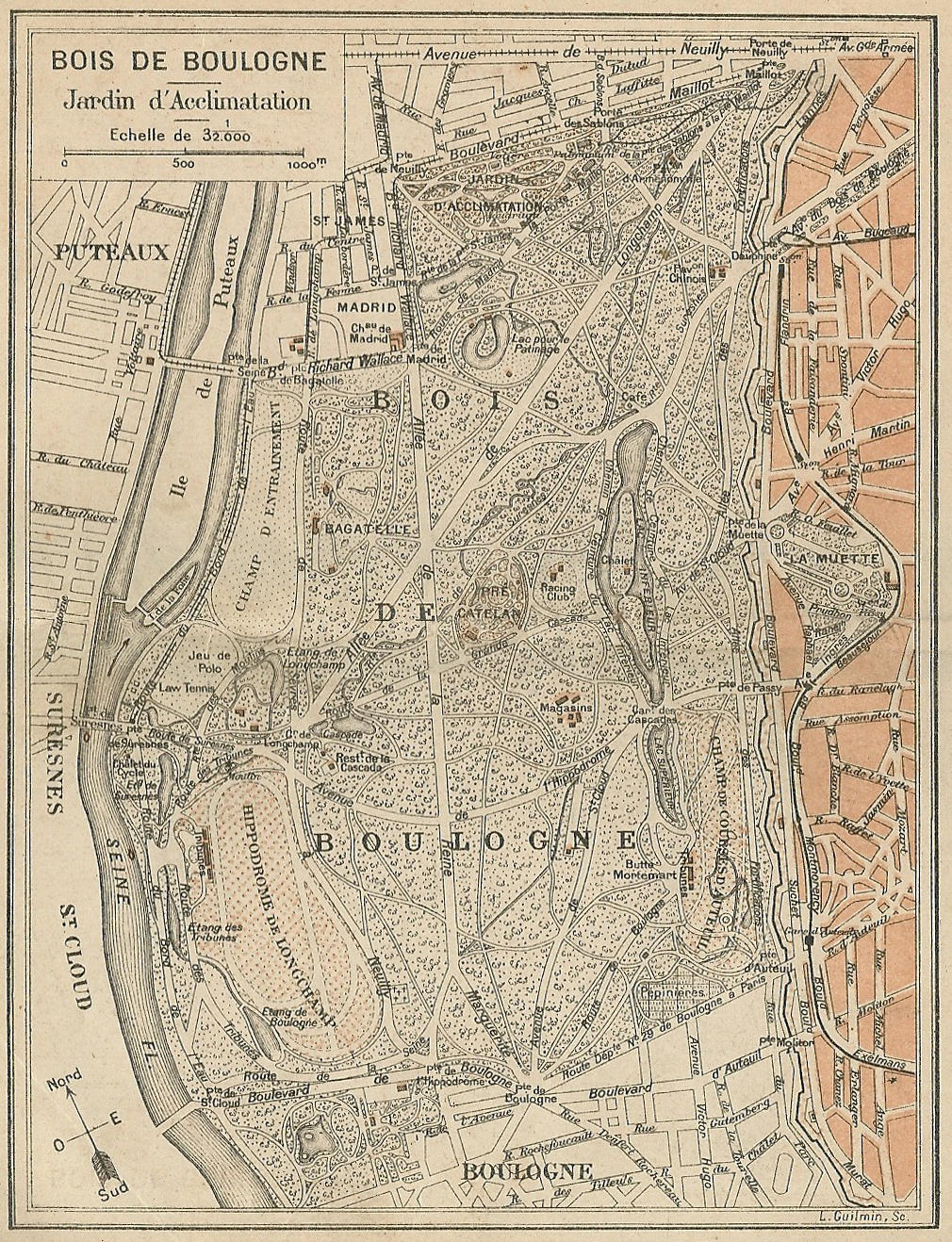
Carte du bois de Boulogne entre 1905 et 1921. Au milieu à droite, la porte de Passy et les fortifications.

Le square de Passy est ouvert et prend sa dénomination actuelle dans les années 1930. De taille modeste, il est aménagé à l'emplacement d'un bastion de l'enceinte de Thiers, construite au milieu du XIXe siècle et démolie dans l'entre-deux-guerres.

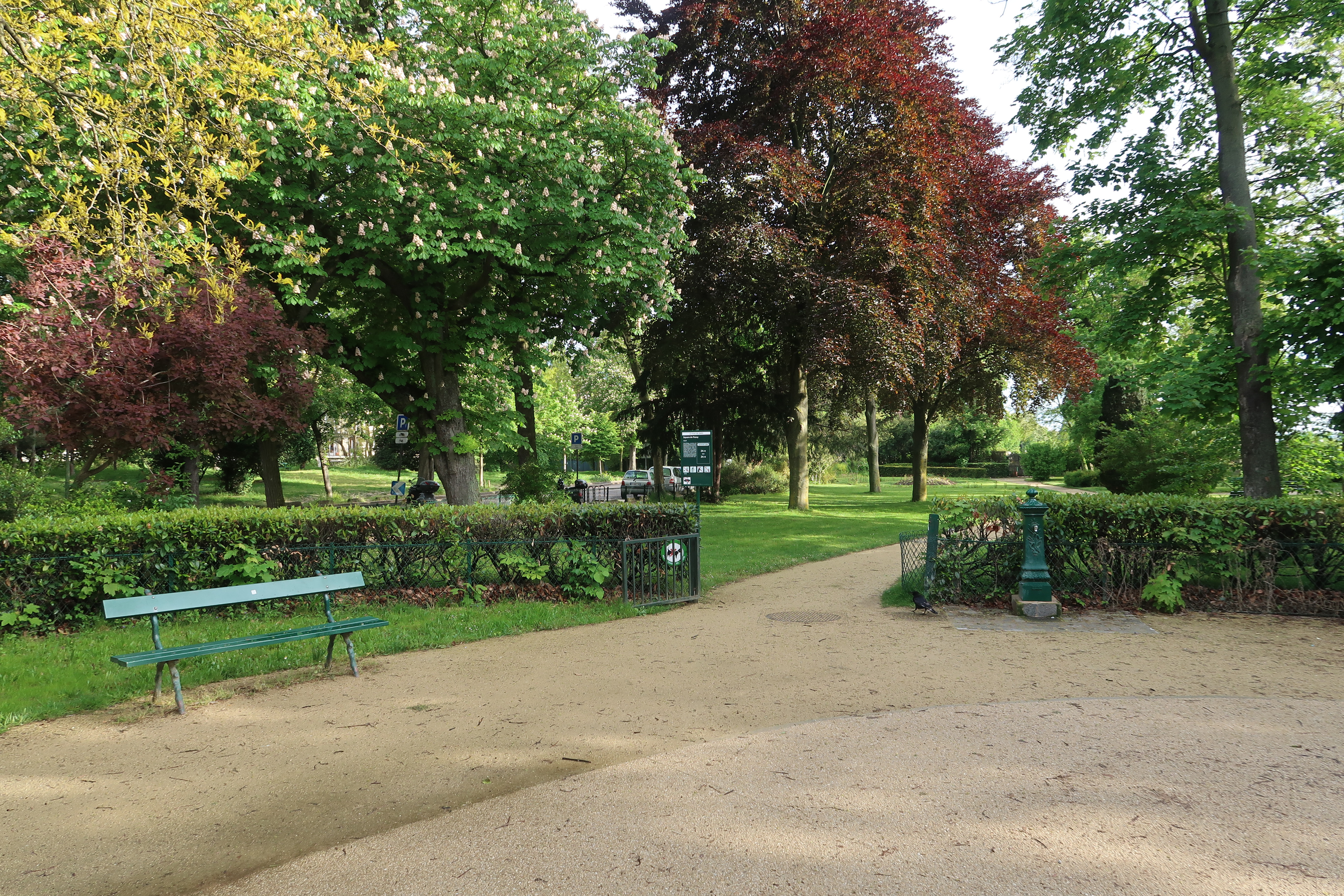
Entrée.
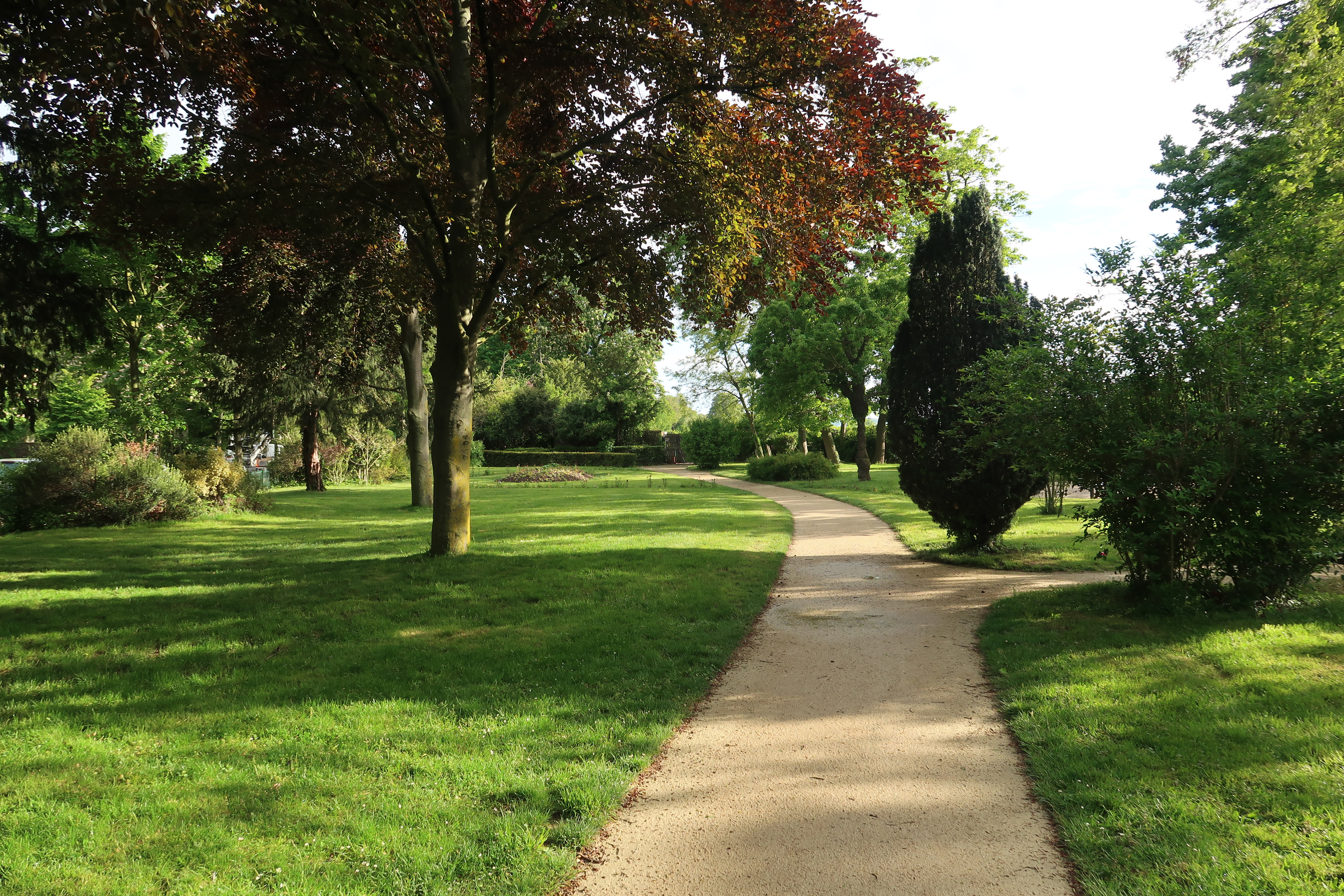
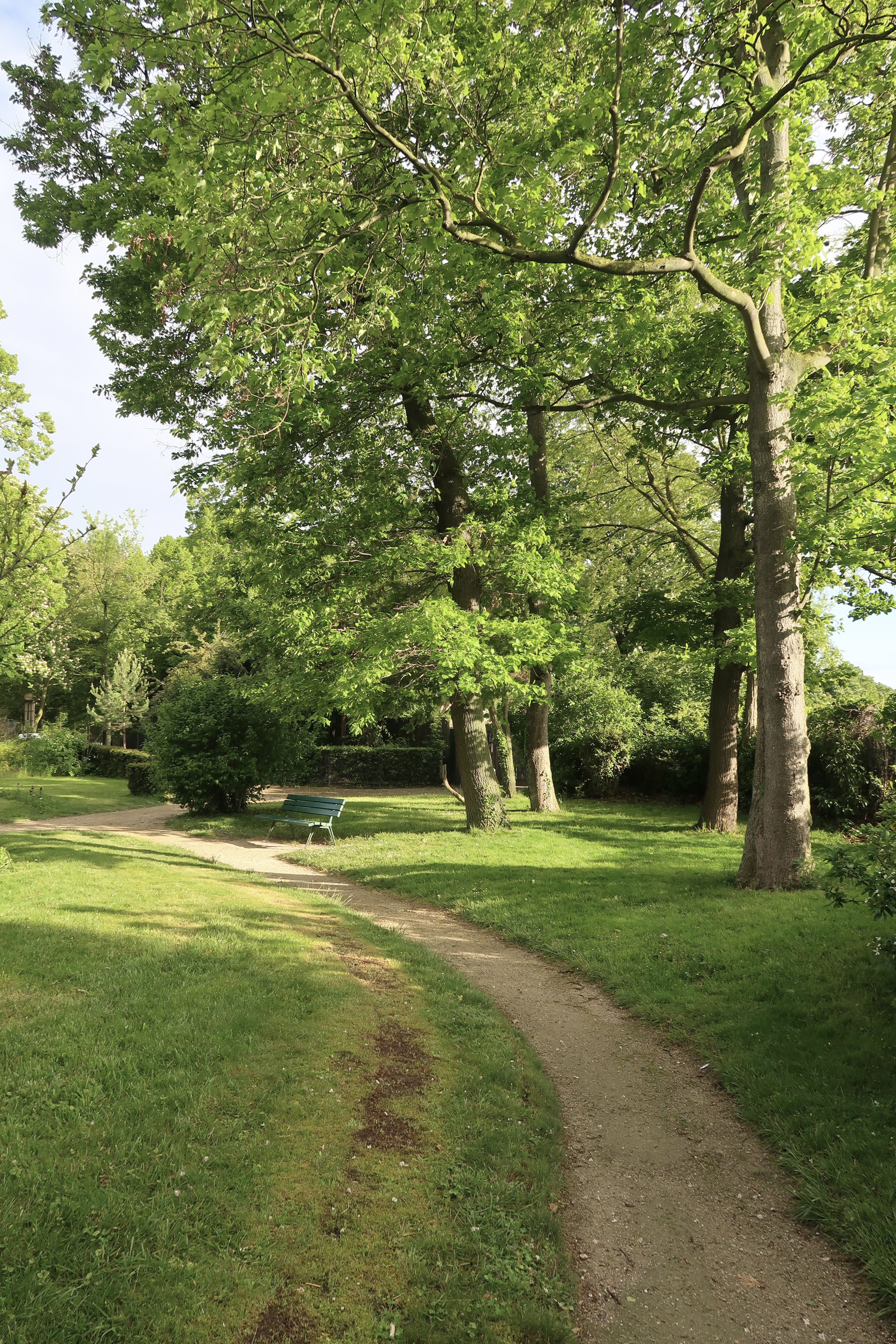

## Bâtiments et aménagements remarquables à proximité
- Bois de Boulogne
- Hippodrome d'Auteuil
- Piscine d'Auteuil[2]